# كايج تشن
كايج تشن (بالصينية: 陈凯歌) هو كاتب ومنتج أفلام وكاتب سيناريو ومخرج وممثل صيني، ولد في 12 أغسطس 1952 ببكين في الصين. بدأ مشواره المهني سنة 1984، ومن الجوائز التي نالها السعفة الذهبية سنة 1993 وجائزة المجلس الوطني للمراجعة لأفضل فيلم أجنبي ‏ سنة 1993 وNew York Film Critics Circle Award for Best Foreign Language Film ‏ وجائزة الأكاديمية البريطانية للأفلام لأفضل فيلم بلغة غير الإنجليزية ‏ سنة 1994 وجائزة جمعية نقاد السينما في لوس انجلوس لأفضل فيلم بلغة أجنبية ‏ سنة 1993 وجائزة ساثرلاند ‏ سنة 1985.

## أعمال

### أفلام
- (1987) الإمبراطور الأخير[17][18][19]

## جوائز وترشيحات
جوائز
- السعفة الذهبية (1993)
- جائزة المجلس الوطني للمراجعة لأفضل فيلم أجنبي [الإنجليزية]‏ (1993)
- New York Film Critics Circle Award for Best Foreign Language Film [الإنجليزية]‏
- جائزة الأكاديمية البريطانية للأفلام لأفضل فيلم بلغة غير الإنجليزية [الإنجليزية]‏ (1994)
- جائزة جمعية نقاد السينما في لوس انجلوس لأفضل فيلم بلغة أجنبية [الإنجليزية]‏ (1993)
- جائزة ساثرلاند [الإنجليزية]‏ (1985)

ترشيحات
- جائزة الأوسكار لأفضل فيلم بلغة أجنبية (1993)
- جائزة سيزار لأفضل فيلم أجنبي (1994)

## وصلات خارجية
- كايج تشن على موقع IMDb (الإنجليزية)
- كايج تشن على موقع الموسوعة البريطانية (الإنجليزية)
- كايج تشن على موقع مونزينجر (الألمانية)
- كايج تشن على موقع قاعدة بيانات الأفلام العربية
- كايج تشن على موقع ألو سيني (الفرنسية)
- كايج تشن على موقع تيرنر كلاسيك موفيز (الإنجليزية)
- كايج تشن على موقع أول موفي (الإنجليزية)
- كايج تشن على موقع قاعدة بيانات الأفلام السويدية (السويدية)
- كايج تشن على موقع إن إن دي بي (الإنجليزية)
- كايج تشن على موقع قاعدة بيانات الفيلم (الإنجليزية)